# Hero (canción de Chad Kroeger)
«Hero» (en español: «Héroe») es una canción escrita, producida, e interpretada por el músico canadiense Chad Kroeger (vocalista de Nickelback), en colaboración con el músico estadounidense Josey Scott (ex-vocalista de Saliva). Fue lanzada el 1 de marzo de 2002 por medio de Roadrunner Records, cómo el sencillo principal para la banda sonora de película Spider-Man (2002) de Sam Raimi, «Spider-Man - Music From And Inspired By». El tema también marca el debut en solitario de Kroeger.

## Grabación
La canción fue grabada en 2001 por Chad Kroeger, Josey Scott, Tyler Connolly (guitarrista de Theory of a Deadman), Paul Iverson (bajista de Strange Advance), Mike Kroeger (bajista de Nickelback) y Matt Cameron (baterista de Pearl Jam).
El guitarrista de Alice in Chains, Jerry Cantrell, fue elegido originalmente para tocar el solo de guitarra (luego interpretado por Tyler Connolly), pero se retiró. Sin embargo, contribuyó a la banda sonora con la canción «She Was My Girl», de su álbum en solitario «Degradation Trip».

## Promoción
La canción fue lanzada en CD, casete y descarga digital el 1 de marzo de 2002, a través de Roadrunner Records. Para promocionarla,  contó con tres versiones diferentes, las cuáles tuvieron una distribución en diferentes regiones del mundo, tanto en sencillo como en maxisencillo:
- Motion Picture Version: Se trata de la versión original de la canción, cuya aparición ocurre durante los créditos finales de la película Spider-Man y fue incluida en el álbum «Spider-Man - Music From And Inspired By» como la pista número 2.[2]
- Super-Hero Mix: Contando con un toque más acústico, esta versión de la canción omite las pistas de guitarra y conserva únicamente las voces de Kroeger y Scott, el bajo, la percusión y el arreglo de cuerdas que se escucha al fondo. Aparece principalmente en las versiones lanzadas para Australia y Japón, mientras que en el Reino Unido fue publicado individualmente como CD Single.[3][4][5][6]
- Radio Edit: Esta versión de «Hero» únicamente omite el arreglo de cuerdas que se escucha de fondo, además de contar con una duración más corta (3:10 minutos).[7]

Las versiones en CD también incluyeron la canción «Invisible Man» de Theory of a Deadman.

## Video Musical
El video musical, dirigido por Nigel Dick, muestra a la banda tocando en el techo de un edificio en Nueva York, intercalándose, además, escenas de la película.
Matt Cameron, quien tocó la batería en la grabación, no apareció en el video musical, citando "problemas familiares" como la razón principal de su ausencia. El baterista de Our Lady Peace, Jeremy Taggart, apareció en su lugar, tocando junto con la pista de batería de Cameron.

## Créditos
Adaptados del sencillo «Hero».
Hero (feat. Josey Scott)
- Interpretado por Chad Kroeger, con Josey Scott.
- Escrito por Chad Kroeger.
- Publicado por Warner-Tamerlane Publishing Corp. (BMI)/Arm Your Dillo Publishing Inc. (SOCAN), administrado por Warner-Tamerlane Publishing Corp. (BMI)/Colpix Music, Inc., administrado por Sony/ATV Songs LLC (interés sin copyright) (BMI).
- Producido por Chad Kroeger.
- Ingeniería por Joey Moy.
- Mezclado por Randy Staub.

℗ 2002 The All Blacks B.V.
- Chad Kroeger: Voz, Guitarra, Bajo y Percusión.
- Josey Scott: Voz.
- Tyler Connolly: Guitarra líder.
- Matt Cameron: Batería.

Josey Scott aparece por cortesía de Island Def Jam Records y Saliva.
Chad Kroeger aparece por cortesía de Roadrunner Records y Nickelback.
Tyler Connolly aparece por cortesía de Roadrunner Records y Theory Of A Deadman.

## Rendimiento en Listas
| Lista (2002)                      | Posición más alta |
| --------------------------------- | ----------------- |
| Australian Singles Chart          | 17                |
| Billboard Canadian Hot 100        | 1                 |
| Billboard Hot 100                 | 3                 |
| Billboard Hot Modern Rock Tracks  | 1                 |
| Billboard Mainstream Rock Tracks  | 1                 |
| Billboard Mainstream Top 40       | 2                 |
| Billboard Top 40 Tracks           | 3                 |
| Irish Singles Chart               | 2                 |
| Listas musicales de Alemania      | 8                 |
| Listas musicales de Dinamarca     | 3                 |
| Listas musicales de Francia       | 27                |
| Listas musicales de Italia        | 11                |
| Listas musicales de Portugal      | 2                 |
| Nederlandse Top 40 (Países Bajos) | 22                |
| New Zealand Singles Chart         | 10                |
| Sverigetopplistan (Suecia)        | 7                 |
| Swiss Record Charts               | 8                 |
| UK Singles Chart                  | 4                 |
| Ö3 Austria Top 40                 | 8                 |